# Де Карвальо, Андерсон Луиз
А́ндерсон Луи́з де Карва́льо (порт.-браз. Anderson Luiz de Carvalho; 19 июля 1981, Жундиаи, Бразилия), более известен под именем Нене́ (порт.-браз. Nenê) — бразильский футболист, полузащитник клуба «Васко да Гама», выступающий на правах аренды за «Жувентуде».
Провёл значительную часть своей профессиональной карьеры в Испании, где за четыре клуба сыграл 140 матчей, в которых забил 23 гола, а также во Франции, где в составе «Монако» и «ПСЖ» забил 56 голов в 145 играх.
Нене выиграл чемпионат Франции 2013 года с «ПСЖ», и был признан лучшим иностранным игроком лиги в 2010 году. Также провёл три месяца в Англии — в клубе «Вест Хэм Юнайтед».

## Биография
Родился в Жундиаи (штат Сан-Паулу), начал играть на профессиональном уровне в возрасте 19 лет в «Паулисте».
Дебютировал за «Монако» 29 августа 2007 года в матче 6-го тура чемпионата Франции против «Лилля», выйдя на замену на 63-й минуте вместо забившего гол Фредерика Пикьона. В следующем туре в матче с «Бордо» вышел на замену на 68-й минуте и на 90-й забил гол, но «Монако» проиграл 1:2. Всего в сезоне 2007/08 он забил 5 мячей.
Сезон 2008/09 Нене провёл в аренде в испанском «Эспаньоле», за который провёл 35 матчей и забил четыре мяча, два из которых с пенальти.
В следующем сезоне 2009/10 Нене стал лучшим бомбардиром клуба в чемпионате Франции с 14 мячами, три из которых были забиты с пенальти; он финишировал седьмым в споре лучших бомбардиров чемпионата. Свой показатель он повторил и в следующем сезоне, но уже в составе «ПСЖ».
В сезоне 2011/12 Нене забил 21 гол в 35 матчах. Поделил с Оливье Жиру первое место в споре бомбардиров чемпионата Франции.
В 2015—2018 годах выступал за «Васко да Гаму», с которым в 2016 году завоевал Кубок Бразилии и стал чемпионом штата Рио-де-Жанейро. 16 июля 2019 года перешел в бразильский «Флуминенсе» на правах свободного агента.
В 2022 году вернулся в «Васко да Гаму».

## Титулы и достижения
- Чемпион штата Рио-де-Жанейро (1): 2016
- Чемпион Кубка Бразилии (1): 2016
- Чемпион Франции (1): 2012/13 (постфактум)
- Вице-чемпион Франции (1): 2011/12
- Финалист Кубка Франции (2): 2009/10, 2010/11
- Финалист Кубка Либертадорес (1): 2003